# Edward Bernays
Edward Louis Bernays (født 22. november 1891, død 9. marts 1995) er en af fædrene til public relations sammen med Ivy Lee. Ved at kombinere Gustave Le Bon og Wilfred Trotters ideer om flok psykologi med Sigmund Freuds ideer om psykoanalyse, blev Bernays en af de første, som forsøgte at manipulere den offentlige mening ved underbevidsthedens psykologi.
Han følte at denne manipulation var nødvendig i et samfund, som han betragtede som irrationelt og farligt, som resultat af det 'flok instinkt' som Trotter havde beskrevet. Adam Curtis' prisvindende dokumentar for BBC fra 2002, The Century of the Self udråber Bernays som ophavsmanden til moderne public relations.
Han blev udnævnt til en af de 100 mest indflydelsesrige amerikanere i det 20. århundrede af Life magazine.

## Liv og påvirkninger
Han blev født i 1891 i Wien af jødiske forældre og var nevø til pioneren inden for psykoanalyse, Sigmund Freud. Hans fader var Ely Bernays, broder til Freuds kone Martha. Hans moder var Freuds søster, Anna. 
I 1892 flyttede hans familie til New York City. I 1912 fik han eksamen fra Cornell University med en grad i landbrug, men valgte journalistik som sin første karriere. Han giftede sig med Doris E. Fleischman i 1922.
Samtidig med at han var påvirket af sin onkel Sigmunds ideer om det ubevidste, inspireredes han af den franske forfatter Gustave Le Bon, ophavsmanden til flokpsykologi, og af Wilfred Trotter, som fremkom med lignende ideer i den engelsktalende verden i sin berømte bog Flokinstinkter i Krig og Fred, (Engelsk: Instincts of the Herd in Peace and War). Bernays refererer til disse to navne i sine skrifter. Trotter, som var hoved- og halskirurg ved University College Hospital i London, læste Freuds værker, og det var ham som introducerede Wilfred Bion, som han levede og arbejdede med, til Freuds ideer. Da Freud flygtede fra Tyskland før 2. verdenskrig, blev Trotter hans personlige læge, og Wilfred Bion og Ernest Jones blev medlemmer af den Freudianske psykoanalyses bevægelse i England, og de kom til at udvikle området Gruppe Dynamik i Tavistock Instituttet, hvor mange af Freuds tilhængere arbejdede. På denne måde fandt Gruppepsykologi og Psykoanalyse sammen i London under 2. verdenskrig.
Bernay's pr-bestræbelser hjalp med til at popularisere Freuds teorier i USA. Bernays var også pioner for industriens brug af psykologi og andre samfundsvidenskabelige fag i offentlige overtalelses-kampagner.
"Hvis vi forstår gruppe-tænkningens mekanismer og motiver, er det så ikke muligt at kontrollere og styre masserne efter vor vilje, uden at de ved noget om det? Den nylige praksis med propaganda har bevist at det er muligt, i det mindste indtil et vis punkt og indenfor visse grænser." (Propaganda, 2005 ed., p. 71.) Han kaldte den videnskabelige teknik med menings-skabelse for Styring af Enighed , (Engelsk: "The Engineering of Consent")
Bernays begyndte sin karriere i 1913 som presse-agent med rådgivning af teatre, koncerter og ballet. I 1917 engagerede den amerikanske præsident Woodrow Wilson George Creel og fulgte en af hans ideer ved at oprette "Committee on Public Information." Bernays, Carl Byoir og John Price Jones arbejdede sammen om at påvirke den offentlige opinion henimod støtte til amerikansk deltagelse i Første Verdenskrig.
I 1919 åbnede han et kontor som Public Relations Counselor i New York. Han afholdt sit første Public Relations kursus på New Yorks Universitet i 1923 og udgav sin banebrydende bog om public relations med titlen Crystallizing Public Opinion samme år.

## PR teknikker
En af Bernays' favorit teknikker var den indirekte brug af tredje parts autoriteter for at tale sine klienters sag. "Hvis man kan påvirke lederne, enten med eller uden deres villige samarbejde, så påvirker man automatisk den gruppe som de har ledelsen over", sagde han. For at fremme salget af bacon, for eksempel, gennemførte han en undersøgelse blandt læger og gengav deres anbefaling af at folk spiste solide morgenmåltider. Han sendte derpå resultatet af undersøgelsen til 5.000 læger, sammen med offentliggørelsen af en kampagne som slog på tromme for bacon og æg som et solidt morgenmåltid.
Bernays trak også på sin onkel Sigmunds ideer om psykoanalyse, til ved hjælp af indirekthed at fremme handelen med så forskellige varer som cigaretter, sæbe and bøger.
Bernays' vision var et utopisk samfund, i hvilket farlige seksuelle energier, som lurede lige under overfladen på hvert eneste individ, kunne blive mobiliseret og kontrolleret af en corporate elite for økonomisk gevinst. Ved masseproduktion kunne big business opfylde de notorisk irrationelle og ønske-drevne massers krav, samtidig som en niche af masseproduktions-økonomien bevaredes (selv i fredstid) såvel som de farlige animalske behov tilfredsstilles, som ellers truede med at rive samfundet fra hinanden, hvis de ikke tilgodesås.

### Propaganda
I Propaganda (1928), hans vigtigste bog, argumenterede Bernays for, at manipulationen af den offentlige opinion var en nødvendig del af demokrati:
Den bevidste og intelligente manipulation af massernes indgroede vaner og meninger er et vigtigt element i det demokratiske samfund. De som manipulerer denne usete samfundsmekanisme repræsenterer en usynlig regering, som er den sande hersker i vort land....Vi bliver styret, vores hjerner æltes, vores smag formes, vores ideer påvirkes, hovedsagelig af folk vi aldrig har hørt om. Det er et logisk resultat af den måde vort demokratiske samfund er organiseret. Store mængder mennesker må samarbejde på denne måde, hvis de skal bo sammen som et godt fungerende samfund..... I næsten alle aspekter af vort daglige liv, det være sig i politik eller business, i vores social omgang eller i vores etiske tænkning, domineres vi af et relativt lille antal personer....som forstår de mentale processer og sociale mønstre hos masserne. Det er de som trækker i snorene som kontrollerer den offentlige opinion.

## Kampagner
Denne liste er ufuldstændig; hjælp gerne med at udfylde den.
Nogle af de kampagner, Bernays arbejdede på:
- I 1920'erne, mens han arbejdede for American Tobacco Company, sendte han en gruppe unge modeller hen for at marchere i the New York City parade. Han fortalte derpå pressen, at en gruppe som demonstrerede for kvinders rettigheder ville tænde Fakler for Friheden (Engelsk: "Torches of Freedom"). På et signal fra ham, tændte modellerne Lucky Strike cigaretter foran de ivrige fotografer. The New York Times udkom med følgende overskrift den 1. april 1928: Modeller puffer som en gestus for 'frihed'  (Engelsk: "Group of Girls Puff at Cigarettes as a Gesture of 'Freedom'"). Dette hjalp med at bryde tabuet mod kvinder, som ryger på offentlige steder.
- Bernays stod engang bag en Pandekage Morgenmad (Engelsk:"Pancake Breakfast") med vaudeville optrædener for Calvin Coolidge, i hvad der regnes som en af de første åbne medie-handlinger til støtte for en præsident.
- Bernays brugte sin onkel Sigmund Freud's ideer til at overbevise offentligheden om, blandt andre ting, at bacon og æg var indbegrebet af amerikansk morgenmad. [3]
- I oktober 1929 var Bernays involveret i at promovere Light's Golden Jubilee. Begivenheden i adskillige byer i USA , var designet til at fejre 50 året for Thomas Edison's opfindelse af glødelampen (bemærk: glødelampen blev faktisk opfundet af Joseph Swan). Publicitets-elementerne af jubilæet – med et U.S. postage-frimærke og Edisons "gen-skabelse" af opfindelsen af glødelampen under en landsdækkende radio-udsendelse – leverede bevis for Bernays' kærlighed til store ideer og "ballyhoo."
- Bernays hjalp Aluminum Company of America (Alcoa) – som havde fundet store koncentrationer af Fluor i drikkevandet ved USAs største forekomst af Kryolit i byen Bauxite, Arkansas – og andre særlig interesserede grupper, ved at udbrede budskabet om at tilsætning af flour til vand var sikkert og gavnligt for menneskets helse. Dette blev opnået ved at bruge The American Dental Association i en højst succesfuld medie kampagne.
- 1930'erne blev hans Dixie Cup kampagne lavet for at overbevise forbrugerne om, at kun brugen af engangs-kopper var sanitært forsvarligt.

Ved siden af sine bidrag til disse berømte og magtfulde klienter revolutionerede Bernays public relations ved at kombinere traditionel presse-tjeneste med psykologiens og sociologiens teknikker med det formål at skabe, hvad der er blevet kaldt "the science of ballyhoo."

## Fjernelsen af regeringen i Guatemala
Bernay's mest ekstreme politiske propaganda aktiviteter siges at være udført på vegne af det multinationale firma United Fruit Company (i dag Chiquita Brands International) og den amerikanske regering for at lette den succesfulde fjernelse (se Operation PBSUCCESS) af den demokratisk valgte præsident i Guatemala, Jacobo Arbenz Guzman. Bernays' propaganda (dokumenteret i BBC dokumentarfilmen, The Century of the Self), som udnævnte Arbenz til at være kommunist, blev publiceret i førende amerikanske medier. Ifølge en anmeldelse af John Stauber og Sheldon Rampton om Larry Tye's biografi, "The Father of Spin: Edward L. Bernays & The Birth of PR" ,
"opstod begrebet 'Bananrepublik' som reference til United Fruit's dominans over korrupte regeringer i Guatemala og andre centralamerikanske lande. Firmaet udnyttede brutalt de facto slave-arbejdere for at kunne producere billige bananer til det lukrative amerikanske marked."
Den chilenske digter Pablo Neruda skulle senere fordømme de udenlandsk ejede banan-producenters dominans over et stort antal latinamerikanske landes politik i et digt med titlen: La United Fruit Co.